# Rio Palmeiras (vattendrag i Brasilien, Tocantins)
Rio Palmeiras är ett vattendrag i Brasilien.   Det ligger i delstaten Tocantins, i den centrala delen av landet, 400 km norr om huvudstaden Brasília.
Omgivningarna runt Rio Palmeiras är huvudsakligen savann. Trakten runt Rio Palmeiras är nära nog obefolkad, med mindre än två invånare per kvadratkilometer.